# Kátia Regina Santos
Kátia Regina de Jesús Santos (nascida em 31 de dezembro de 1967, em Salvador) é uma ex-atleta brasileira que se especializou nas provas de velocidade. Ela representou o Brasil no revezamento 4 × 100 metros nos Jogos Olímpicos de Verão de 2004, perdendo por pouco a final.
Ela tem recordes pessoais de 11,42 segundos nos 100 metros rasos (2000) e 23,33 segundos nos 200 metros rasos (2002).

## Recordes em competições
| Ano                    | Competição                                           | Local                    | Posição                | Evento                 | Notas                    |
| Representando o Brasil | Representando o Brasil                               | Representando o Brasil   | Representando o Brasil | Representando o Brasil | Representando o Brasil   |
| ---------------------- | ---------------------------------------------------- | ------------------------ | ---------------------- | ---------------------- | ------------------------ |
| 1993                   | Campeonato Sul-Americano de Atletismo de 1993        | Lima, Peru               | 3a                     | 100 metros rasos       | 12.22                    |
| 1993                   | Campeonato Sul-Americano de Atletismo de 1993        | Lima, Peru               | 2a                     | 200 metros rasos       | 24.6                     |
| 1994                   | VI Campeonato Iberoamericano de Atletismo            | Mar del Plata, Argentina | 4a                     | 100 metros rasos       | 12.02 (wind: +1.6 m/s)   |
| 1994                   | VI Campeonato Iberoamericano de Atletismo            | Mar del Plata, Argentina | 3a                     | 200 metros rasos       | 23.77 w (wind: +4.4 m/s) |
| 1994                   | VI Campeonato Iberoamericano de Atletismo            | Mar del Plata, Argentina | 2a                     | Revezamento 4 × 100 m  | 46.03                    |
| 1994                   | Jogos Sul-Americanos                                 | Valencia, Venezuela      | 2a                     | 100 metros rasos       |                          |
| 1994                   | Jogos Sul-Americanos                                 | Valencia, Venezuela      | 3a                     | 200 metros rasos       |                          |
| 1995                   | Atletismo nos Jogos Pan-Americanos de 1995           | Mar del Plata, Argentina | 12a (h)                | 100 metros rasos       | 11.76                    |
| 1995                   | Atletismo nos Jogos Pan-Americanos de 1995           | Mar del Plata, Argentina | 14a (h)                | 200 metros rasos       | 24.08                    |
| 1995                   | Atletismo nos Jogos Pan-Americanos de 1995           | Mar del Plata, Argentina | –                      | Revezamento 4 × 100 m  | DQ                       |
| 1995                   | Campeonato Sul-Americano de Atletismo de 1995        | Manaus, Brasil           | 3a                     | 100 metros rasos       | 11.52                    |
| 1995                   | Campeonato Sul-Americano de Atletismo de 1995        | Manaus, Brasil           | 1st                    | 200 metros rasos       | 23.34                    |
| 1995                   | Campeonato Mundial de Atletismo de 1995              | Gothenburg, Suécia       | 41a (h)                | 100 metros rasos       | 11.68                    |
| 1996                   | VII Campeonato Iberoamericano de Atletismo           | Medellín, Colômbia       | 5a                     | 100 metros rasos       | 11.76                    |
| 1996                   | VII Campeonato Iberoamericano de Atletismo           | Medellín, Colômbia       | 8a (h)                 | 200 metros rasos       | 24.33                    |
| 1996                   | VII Campeonato Iberoamericano de Atletismo           | Medellín, Colômbia       | 3rd                    | Revezamento 4 × 100 m  | 44.59                    |
| 1997                   | Campeonato Mundial de Atletismo de 1997              | Atenas, Grécia           | 12a (h)                | Revezamento 4 × 100 m  | 43.89                    |
| 1998                   | VIII Campeonato Iberoamericano de Atletismo          | Lisboa, Portugal         | 3a                     | 100 metros rasos       | 11.62                    |
| 1998                   | VIII Campeonato Iberoamericano de Atletismo          | Lisboa, Portugal         | 7a                     | 200 metros rasos       | 24.16                    |
| 1999                   | Campeonato Sul-Americano de Atletismo de 1999        | Bogotá, Colômbia         | 3a                     | 100 metros rasos       | 11.59                    |
| 2000                   | IX Campeonato Iberoamericano de Atletismo            | Rio de Janeiro, Brasil   | 3a                     | Revezamento 4 × 100 m  | 44.13                    |
| 2001                   | Campeonato Sul-Americano de Atletismo de 2001        | Manaus, Brasil           | 1a                     | Revezamento 4 × 100 m  | 44.32                    |
| 2002                   | X Campeonato Iberoamericano de Atletismo             | Guatemala, Guatemala     | 4a                     | 200 metros rasos       | 23.77                    |
| 2002                   | X Campeonato Iberoamericano de Atletismo             | Guatemala, Guatemala     | 1a                     | Revezamento 4 × 100 m  | 44.28                    |
| 2004                   | Campeonato Sul-Americano Sub-23 de Atletismo de 2004 | Barquisimeto, Venezuela  | 2a                     | Revezamento 4 × 100 m  | 43.49                    |
| 2004                   | XI Campeonato Iberoamericano de Atletismo            | Huelva, Espanha          | 3a                     | Revezamento 4 × 100 m  | 44.13                    |
| 2004                   | Atletismo nos Jogos Olímpicos de Verão de 2004       | Atenas, Grécia           | 9a (h)                 | Revezamento 4 × 100 m  | 43.12                    |